# Hemoglycin
Hemoglycin舊名Hemolithin，是第一個在隕石發現的氨基酸聚合物。結構研究確定其核心包含鐵且不含鋰，導致名字更多人用hemoglycin（是血紅蛋白）。

## 另見
- 生命起源
- Earliest known life forms（英语：Earliest known life forms）
- Evolutionary history of life（英语：Evolutionary history of life）
- Extraterrestrial: The First Sign of Intelligent Life Beyond Earth（英语：Extraterrestrial: The First Sign of Intelligent Life Beyond Earth）
- 星際分子列表
- 胚種論